# Eloi Palau Pinyana
Eloi Palau Pinyana   (Viladrau, 24 de febrer de 1998) és un esportista i ciclista català especialitzat en bicitrial.
Va començar a competir a la seva comarca, Osona, bressol dels esports de motor d'on han sortit grans campions, i amb 17 anys va fer el salt al Mundial el 2015 a Andorra aconseguint el quart lloc, en categoria júnior, de la qual va ser campió el 2016 a Val-d'Isère a Itàlia. Després d'un altre quart lloc a la Xina i un 3r a l'edició del 2021 a Vic, el 2022 es proclamà campió del món de Bicitrial, una disciplina d'equilibris en bicicleta, sobre dues rodes, sense motor a la final del Mundial d'Abu Dhabi.
L'agost del 2019, després de disputar la Copa del Món a Val di Sole, en acabar la competició i anar-se'n d'excursió amb els seus amics Pol Tarrés, Marc Terol i Sergi Llongueras, va estar a punt de morir a les Dolomites quan li va esclatar als peus una bomba de la Primera Guerra Mundial. Malgrat les seqüeles, amb el pas del temps, Eloi Palau va aconseguir deixar enrere aquest fatídic dia, i va poder tornar a la competició.
L'octubre de 2023, en la celebració de la XXVIII Fira de la Castanya de Viladrau li van atorgar el guardó del Pelló de Plata.

## Palmarés[2][6]
- 2015: 4t al Campionat del Món, 4t als Campionats d'Europa i Campió d'Espanya (junior 20’’)
- 2016: Campió del Món, Subcampió del Món per equips i Campió d'Espanya (junior 20’’)
- 2017: Campió d'Europa (junior 20’’)
- 2018: 4t al Campionat del Món (elit masculí 20’’)
- 2021: 3r al Campionat del Món, 2n a la Copa del Món i Subcampió d'Espanya (elit masculí 20’’)
- 2022: Campió del Món de Bicitrial en la categoria (màxima elit 20)